# Crown
A Crown az angol rapper, Stormzy dala, amely 2019. június 21-én jelent meg, mint a második kislemez a Heavy Is the Head stúdióalbumáról. Ötödik helyen debütált a Brit kislemezlistán, a legmagasabb pozíciója a negyedik volt.

## Közreműködők
A Tidal adatai alapján.
Vokál
- Stormzy – előadó
- LJ Singers – kórus

- - Lawrence Johnson – kórus háttérvokál
  - Margo Muzangaza – kórus háttérvokál
  - Patricia Scott – kórus háttérvokál
  - Rachael Sanniez – kórus háttérvokál
  - Tarna-Renae Johnson – kórus háttérvokál
  - Wayne Hernandez – kórus háttérvokál
  - Wendi Rose – kórus háttérvokál

Utómunka
- Jimmy Napes – producer
- MJ Cole – producer, billentyűk, hangmérnök
- Duncan Fuller – hangmérnök
- Gus Pirelli – felvételek
- Mark "Spike" Stent – keverés
- Matt Wolach – keverés
- Michael Freeman – keverés
- Stuart Hawkes – masterelés

## Slágerlisták
| Slágerlista (2019)             | Legmagasabb pozíció |
| ------------------------------ | ------------------- |
| Belgium (Ultratop Flanders)    | 22                  |
| Írország (IRMA)                | 6                   |
| New Zealand Hot Singles (RMNZ) | 15                  |
| Skócia (OCC)                   | 13                  |
| Szlovákia (Rádio Top 100)      | 60                  |
| Brit kislemezlista (OCC)       | 4                   |

| Slágerlista (2019)       | Pozíció |
| ------------------------ | ------- |
| Brit kislemezlista (OCC) | 97      |

## Minősítések
| Régió                    | Minősítés | Példányszám |
| ------------------------ | --------- | ----------- |
| Egyesült Királyság (BPI) | Platinum  | 600,000     |